# 索基利恰
49°59′14″N 29°19′15″E / 49.98722°N 29.32083°E
索基利恰（烏克蘭語：Сокільча）是烏克蘭北部的村莊，隸屬日托米爾州的日托米爾區。該村始建於1475年，面積3.12平方公里，海拔高度206米，2001年人口662，人口密度每平方公里211.98人。